# Attenloher Filzen

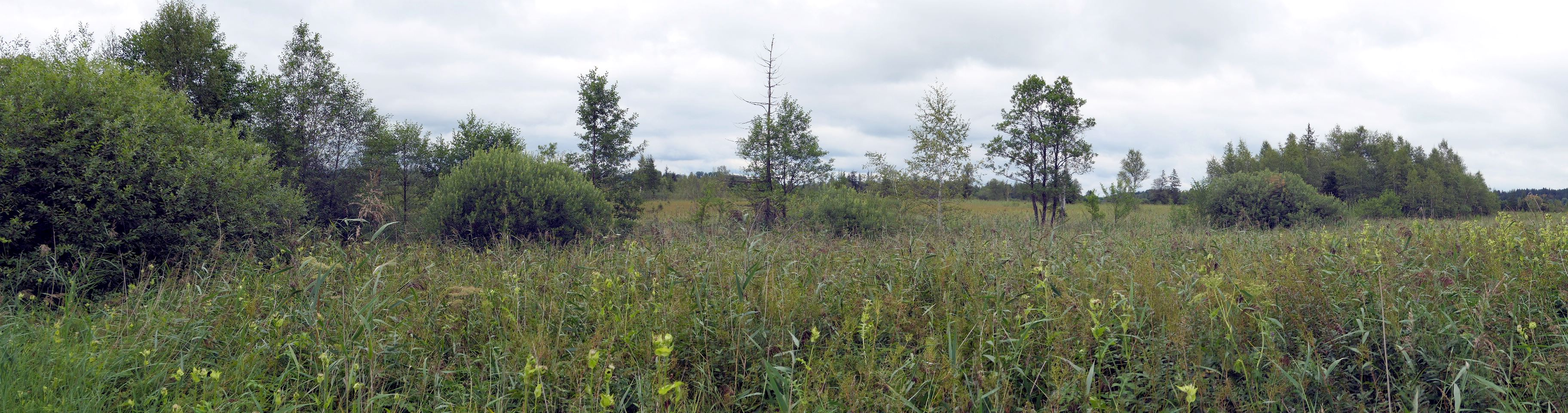
Der Attenloher Filzen von Süden gesehen

Der Attenloher Filzen gehört zu einem Fauna-Flora-Habitat im oberbayerischen Landkreis Bad Tölz-Wolfratshausen. Er ist zusammen mit den Mariensteiner Mooren Bestandteil des Schutzgebietsnetzes Natura 2000 der  Europäischen Union.

## Bezeichnung
Filzen ist eine andere Bezeichnung für Regenmoore, die auch ombrotrophe Moore oder Hochmoore genannt werden. Es sind mineralsalzarme, saure und nasse Lebensräume mit einer an diese extremen Bedingungen angepassten Flora und Fauna. Dieser Filzen ist nach der am nordöstlichen Rand des Schutzgebietes liegende Wassermühle Attenloh benannt.

## Lage
Die geschützte Fläche ist 6,47 Quadratkilometer groß und liegt im Tal östlich der Ortschaft Gaißach am Fuße des südöstlich gelegenen, 1279 Meter hohen Sulzkopfes. Im Norden des Gebiets fließt die Große Gaißach, und im südlichen Teil durchzieht es die Kleine Gaißach.
Wanderer können es auf dem knapp fünf Kilometer langen Filzen-Rundweg begehen.
Östlich des Filzen liegen in einigen Kilometern Entfernung die Mariensteiner Moore.

## Schutzziele
Der Attenloher Filzen besteht aus lebenden Hochmooren beziehungsweise aus noch renaturierungsfähigen, degradierten Hochmooren, Übergangs- und Schwingrasenmooren.
Durch den Erhalt und gegebenenfalls durch die Wiederherstellung der geschützten Bestandteile soll ein günstiger Erhaltungszustand gewährleistet werden. Die Erhaltungsziele sind nach Paragraph 7, Absatz 1, Nummer 9 des Bundesnaturschutzgesetzes (BNatSchG) festgelegt worden.
Zu den amtlich geschützten Bestandteilen gehören:
- Geländeformen
  - Flüsse der planaren bis montanen Stufe mit ihrer Vegetation
  - Feuchte Hochstaudenfluren der planaren und montanen bis alpinen Stufe
  - Magere Flachland-Mähwiesen
  - Torfmoor-Schlenken
  - Kalktuffquellen
  - Kalkreiche Niedermoore

- Flora
  - Flutender Wasserhahnenfuß
  - Cratoneurion
  - Rhynchosporion
  - Callitricho-Batrachion
  - Wiesen-Fuchsschwanz
  - Großer Wiesenknopf

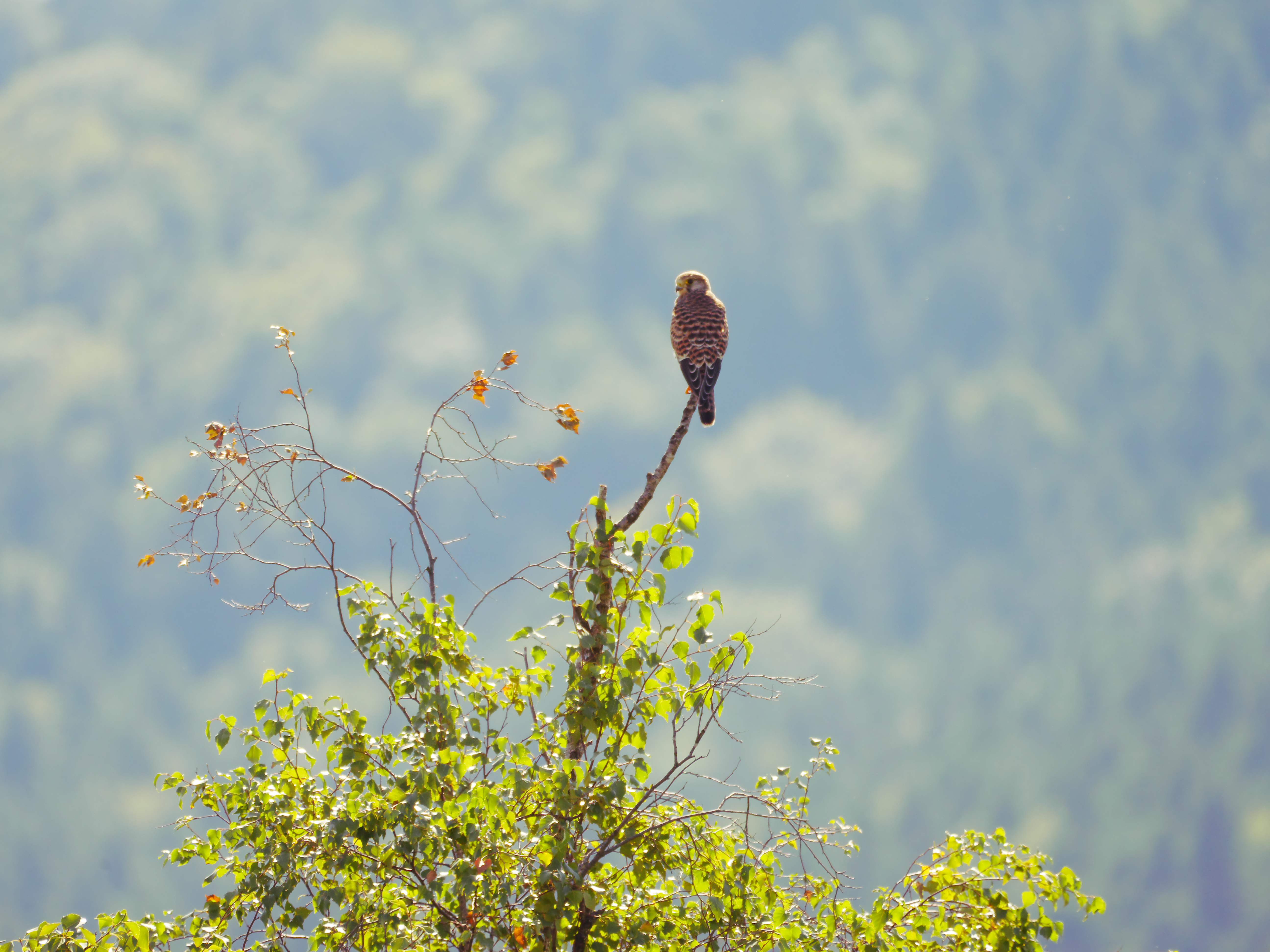
Turmfalke auf einer Birke im Attenloher Filzen

  - Naturnahe Kalk-Trockenrasen und deren Verbuschungsstadien mit bemerkenswerten Orchideen
  - Artenreiche Borstgrasrasen auf Silikatböden
  - Pfeifengraswiesen auf kalkreichem Boden, torfigen und tonig-schluffigen Böden (Feuchtwiesen)
  - Waldmeister-Buchenwald
  - Moorwälder
  - Auenwälder mit Schwarz-Erle und Gemeiner Esche
- Fauna:
  - Dunkler Wiesenknopf-Ameisenbläuling
  - Gelbbauchunke
  - Helm-Azurjungfer
  - Skabiosen-Scheckenfalter